# Francesco Rosetta
Francesco Rosetta (ur. 9 października 1922 w Biandrate, zm. 8 grudnia 2006 w Galliate) – włoski piłkarz, występujący na pozycji obrońcy.
W 1947 zdobył mistrzostwo Włoch z AC Torino, a w 1957 z AC Fiorentina. W 1957 zespołem AC Fiorentina wywalczył Puchar Grasshoppers. W latach 1949–1956 rozegrał 7 meczów reprezentacji Włoch.